# Arnoud Blom
Arnoud Diederik Blom (Amsterdam, 2 januari 1945 - 14 september 2010) was een Nederlands honkballer.
Blom, een rechtshandige achtervanger, speelde voor de verenigingen ABC, WV-HEDV en HVA in de jaren zestig in de hoofdklasse. Van 1971 tot en met 1974 kwam hij uit voor de Haarlem Nicols waarmee hij in 1972 de Europacup voor landskampioenen won.
Tussen 1964 en 1969 kwam Blom uit voor het Nederlands Honkbalteam. Hij maakte in 1969 deel uit van het Nederlands honkbalteam tijdens de Europese Kampioenschappen van dat jaar waarbij Nederland de titel won. Ook speelde hij jarenlang mee met het Nederlands team tijdens de Haarlemse Honkbalweek waarin hij in totaal in vijf edities zou uitkomen. In totaal speelde hij negen interlands.
Na zijn actieve topsportloopbaan was Blom nog actief als jeugdcoach, softbalcoach en later hoofdcoach van het eerste herenhonkbalteam van de Amstelveense honkbalvereniging DVH.